# Hadinec teidský
Hadinec teidský (Echium wildpretii) je druh byliny z čeledi brutnákovitých. Jedná se o dvouletou rostlinu – první rok vyroste hustá listová růžice, další rok vyrostou ve vzpřímeném květenství červené květy. Druh kvete od pozdního jara do časného léta a dorůstá až 3 metrů; vyskytuje se v suchých oblastech a ke svému růstu potřebuje mnoho slunce.
Jsou rozlišovány dva poddruhy (subsp.), E. w. wildpretii a E. w. trichosiphon. Oba se vyskytují pouze na Kanárských ostrovech; subsp. wildpretii roste zejména na svazích sopky Pico del Teide a je endemitem ostrova Tenerife, subsp. trichosiphon se vyskytuje ve vyšších nadmořských výškách na ostrově La Palma. Druhový přívlastek wildpretii odkazuje na Hermanna Josefa Wildpreta, švýcarského botanika z 19. století.
Britská zahradnická společnost The Royal Horticultural Society udělila v roce 2017 hadinci teidskému ocenění Award of Garden Merit.